# Route nationale 3 (Roumanie)
Pour les articles homonymes, voir Route nationale 3.
La DN3 (Drumul Național 3) est une route nationale en Roumanie reliant Bucarest à Constanța.

## Description
Auparavant elle était la principale route pour relier Bucarest jusqu'à la côte de la mer Noire, depuis l'ouverture du pont Giurgeni-Vadu Oii puis plus tard de l'ouverture de l'autoroute A2 le flux de véhicules a été majoritairement dévié.
Entre Călărași et Ostrovà la traversée du Danube est assurée par des traversiers.

## Tracé
| Km     | Agglomérations | Carte interactive |
| ------ | -------------- | ----------------- |
| 0 km   | Bucarest       |                   |
|        | Fundulea       |                   |
|        | Lehliu Gară    |                   |
|        | Călărași       |                   |
|        | Băneasa        |                   |
|        | Murfatlar      |                   |
| 260 km | Constanța      |                   |